# Rai Radio 1
Rai Radio 1 (Rai Radio Uno) ist ein italienischer Radiosender, der von der staatlichen öffentlich-rechtlichen  Rundfunkanstalt Italiens, Radiotelevisione Italiana betrieben wird. Das Programm besteht aus Nachrichten, Sport, Wortsendungen und Populärer Musik.

## Geschichte
Rai Radio 1 ist der Nachfolger des ersten Radioprogramms Italiens, das am 6. Oktober 1924 unter dem Rufnamen 1-RO in Rom seinen Betrieb aufnahm. Dieses Programm wurde von der Unione Radiofonica Italiana (URI) betrieben, die sich vollständig in Privatbesitz befand. Im Jahr 1927 wurde URI von der staatlichen Ente Italiano per le Audizioni Radiofoniche (EIAR) übernommen, die zu diesem Zeitpunkt das erste autorisierte Sendemonopol für Radiosendungen in Italien hatte. Später, im Jahr 1944, wurde die EIAR als Folge von Restrukturierungsmaßnahmen, bei denen ein stabiles Sendernetzwerk eingeführt werden sollte und die Radioübertragung reorganisiert wurde (Inkrafttreten am 3. November 1946), in Radio Audizioni Italiane (RAI) umbenannt. Dies war notwendig geworden, um zwei neue nationale Radiosender aufzubauen, die einen großen Teil des Landes erreichen sollten. Dabei bekam das erste Programm den Namen Rete Rossa (dt. rotes Netzwerk) und das zweite den Namen Rete Azzura (dt. blaues Netzwerk). Diese Namen wurden gewählt, um anzudeuten, dass die Programme jederzeit einen unterschiedlichen Programmstil boten, jedes Programm aber nominell den gleichen Status hatte.
Nach der Einführung des dritten Programms am 1. Oktober 1950 wurde am 1. Januar 1952 nach einer weiteren Restrukturierung, bei denen jeder der Sender der RAI seine eigene, unverwechselbare Identität bekam, Rete Rossa in Programme Nazionale (dt. nationales Programm) umbenannt. Später folgten weitere Umbenennungen in Primo Programma (dt. erstes Programm) und zuletzt in Rai Radio 1.
Von 2002 bis 2022 war Rai Radio 1 der einzige nationale Radiosender der Rai, der noch über Mittelwellensender (z. B. auf 657 kHz von einer Sendeanlage in Pisa) verbreitet wurde. Diese sorgten dafür, dass das Programm flächendeckend in Italien verfügbar war. Von 1999 an wurden nach und nach Mittelwellensender abgeschaltet und am 11. September 2022 folgten die letzten elf Sender.

## Programm
Das Programm von Rai Radio 1 besteht hauptsächlich aus Nachrichten- und Wortsendungen, wie z. B. Radio anch'io manchmal auch Sportsendungen, wobei bestimmte Spiele der Italienischen Fußballnationalmannschaft live übertragen werden. Kommentare der Fußballspiele aus den Serien A und B werden live in der Sendung Tutto il calcio minuto per minuto gesendet, eine der populärsten Sendungen von Radio 1, die seit 1960 ausgestrahlt wird.